# Социалистическа партия „Български път“
Социалистическа партия „Български път“ е социалистическа, евроскептична политическа партия в България. Основана е от Ангел Димов през 2001 г., година преди това той напуска БСП поради несъгласието си с политиката на нейното ръководство в свалянето на Жан Виденов.
На парламентарните избори през 2023 г. партията участва с №20.

## Ръководство
Ръководство на партията към 6 март 2023 г.:
- Ангел Димов – председател
- Владимир Царевски – заместник-председател
- Нено Димов – заместник-председател
- Гатьо Султанов – секретар